# Danni Lowinski/Episodenliste

Logo zur Serie

Diese Liste enthält alle Episoden der deutschen Fernsehserie Danni Lowinski, sortiert nach der deutschen Erstausstrahlung. Die Fernsehserie umfasst fünf Staffeln mit 65 Episoden, die in den Jahren 2010 bis 2014 auf Privatsender Sat.1 ausgestrahlt wurden.

## Übersicht
| Staffel | Episodenanzahl | Deutschsprachige Erstausstrahlung | Deutschsprachige Erstausstrahlung |
| Staffel | Episodenanzahl | Staffelpremiere                   | Staffelfinale                     |
| ------- | -------------- | --------------------------------- | --------------------------------- |
| 1       | 13             | 12. April 2010                    | 2. August 2010                    |
| 2       | 13             | 14. März 2011                     | 20. Juni 2011                     |
| 3       | 13             | 6. Februar 2012                   | 7. Mai 2012                       |
| 4       | 13             | 21. Januar 2013                   | 22. April 2013                    |
| 5       | 13             | 17. Juli 2014                     | 15. September 2014                |

## Staffel 1
Die Erstausstrahlung der ersten Staffel war vom 12. April bis zum 2. August 2010 auf dem deutschen Sender Sat.1 zu sehen.
| Nr. (ges.) | Nr. (St.) | Originaltitel       | Erstausstrahlung D | Regie               | Drehbuch     |
| --- | --------- | ------------------- | ------------------ | ------------------- | ------------ |
| 1 | 1         | Neues Leben         | 12. Apr. 2010      | Peter Gersina       | Marc Terjung |
| Vergebens bemüht sich die gelernte Friseurin Danni aus Kölnberg nach Beendigung ihres Jurastudiums um eine Festanstellung – weder ihre Art, noch ihr Lebenslauf stoßen bei den großen Anwaltskanzleien im Umkreis auf Zuspruch. Aus der finanziellen Not heraus entschließt sie sich, im Untergeschoss der Neumarkt-Passage in der Kölner Innenstadt einen Klapptisch aufzustellen, wo sie fortan juristische Beratung für einen Euro die Minute anbietet. Gleich ihr erster Fall führt Danni vor Gericht: Die 50-jährigen Philippinin Mayumi (Soogi Kang) wurde nach fünf Jahren als Kindermädchen und Putzfrau bei dem wohlhabenden Ehepaar Winkler wegen ihres Rheumas mit 500 Euro Abfindung vor die Tür gesetzt. Ihre Tochter Girlie (Christie Noza) will nun erreichen, dass sie trotz Schwarzarbeit anständig entschädigt wird. Um ihr zu helfen, ist Danni gezwungen, auf ungewöhnliche Mittel zurückzugreifen. Unterstützung findet sie dabei in Freundin Bea (Nadja Becker) sowie ihren beiden Passagen-Nachbarn Rasoul (Elyas M’Barek) und Nils (Oliver Fleischer).                              |           |                     |                    |                     |              |
| 2 | 2         | Kein Heim           | 19. Apr. 2010      | Peter Gersina       | Marc Terjung |
| Passagen-Kollege Lutz Gallwitz (Thomas Bestvater) wird nach Anzeige seiner Nachbarin (Gerda Böken) vom Jugendamt vorgeworfen, sich nach dem Tod seiner Frau nicht mehr ausreichend seine drei Kinder zu kümmern. Danni will dem alleinerziehend Vater zunächst helfen, muss jedoch feststellen, dass dieser mit der Situation überfordert ist und Tochter Jule (Maria Ehrich) inzwischen die Erziehung ihrer jüngeren Geschwister übernommen hat. Als sie Lutz damit konfrontiert, reagiert dieser aggressiv. Danni sieht sie sich daraufhin gezwungen, zum Schutze seiner Kinder vor Gericht gegen ihn vorzugehen. Auch die polnische Prostituierte Eva (Anna Burowa) such bei Danni Hilfe: Ihre Aufenthaltsgenehmigung ist unerwartet abgelaufen. Als sich bei einer Unterhaltung im Sperrbezirk ein Freier nähert, greifen zwei Polizisten ein, die Danni ebenfalls für eine Prostituierte halten. Die Situation im Streifenwagen eskaliert – und bringt Danni neben einer Geldstrafe prompt eine Anzeige wegen Beamtenbeleidigung ein.                                                                  |           |                     |                    |                     |              |
| 3 | 3         | Klassenkampf        | 26. Apr. 2010      | Jorgo Papavassiliou | Marc Terjung |
| Hilfesuchend wendet sich der junge Schüler Mehmet (Hüseyin Ekici) an Dani: Seine Lehrerin Frau Hagen (Charlotte Crome) beschuldigt den von der Schule verwiesenen Türken der Belästigung und Vergewaltigung. Recherchen führen Danni und Bea zurück an ihre alte Schule, wo Frau Hagen Jahre zuvor als Lehrerin beschäftigt war. Ihre dort illegal beschaffte Personalakte deckt auf, dass sie drei Jahre zuvor von einem anderen türkischen Schüler tatsächlich vergewaltigt worden ist und seither tief traumatisiert ist. Als der Richter die Akte vor Gericht nicht als Beweismittel zulassen will, sieht Danni sich gezwungen, sich telefonisch entscheidende Tipps von Oliver Schmidt (Jan Sosniok), einem Anwaltskollegen aus der großen Kanzlei im Obergeschoss der Passage, zu holen. Für volle Kassen sorgt unterdessen Dauer-Mandatin Frau Sollwitz (Renate Becker), die bei Danni zu immer wieder neuen Themen Rechtsberatung sucht – bis diese herausfindet, dass sich die einsame alte Dame zur Unterhaltung lediglich eines Handbuches bedient.                                              |           |                     |                    |                     |              |
| 4 | 4         | Eine sichere Bank   | 3. Mai 2010        | Jorgo Papavassiliou | Marc Terjung |
| Die junge Witwe Miriam Adacher (Oona Devi Liebich) sieht sich nach dem Tod ihres Mannes mit einem riesigen Berg Schulden konfrontiert. Als das neuerworbene Eigenheim der Zwangsversteigerung entgegensieht, sucht sie Hilfe bei Danni. Diese deckt auf, dass die fordernde Bank vor Verkauf der Neubausiedlung die Kreditwürdigkeit ihrer Kunden nur unzureichend geprüft hat – ganz zu ihrem eigenen Vorteil. Vor Gericht kann Danni schließlich eine Sammelklage anstreben, doch das Verfahren hat Konsequenzen: Die ebenfalls in der Passage ansässige Bank setzt bei der Hausverwaltung die Kündigung von Dannis Mietvertrag durch. Unterdessen macht sich Danni auch für Schulbusfahrer Manfred Boll (Stephan Korves) stark: Dem seit Jahren trockenen Ex-Alkoholiker wurde gekündigt, nachdem die ebenfalls bei den Anonymen Alkoholikern aktive Vorsitzende des Schulvereins Tanja Blume (Susanne Pätzold) in seiner ehemaligen Sucht eine Gefahr sieht. |           |                     |                    |                     |              |
| 5 | 5         | Schön für einen Tag | 10. Mai 2010       | Peter Gersina       | Marc Terjung |
| Die 20-jährige Spastikerin Viktoria (Friederike Kempter) hat nicht mehr lange zu leben. Ihren sehnlichster Wunsch, mittels einer Bein- und Kieferkorrektur endlich ihrem Schönheitsideal näher zu kommen, verweigert ihr die Krankenkasse, nachdem vorausgegangene Schönheitsoperationen keinen bleibenden Erfolg erzielen konnte. Danni möchte der jungen Frau helfen, muss sich jedoch sowohl von Viktorias besorgten Eltern als auch von einem eingeschalteten Gerichtsgutachter mit unrechtmäßigen Vorwürfen konfrontieren lassen. Letztlich gelingt es Nils, der nach einem abgebrochenen Medizinstudium den Kontakt zu seinem Vater, einem erfolgreichen Arzt, aus Scham vermieden hatte, das entscheidende Gutachten zu liefern. Umstandslos erscheint dagegen zunächst die einvernehmlichen Scheidungsabsichten des Ehepaars Kehler (Maren Schlüter und Folker Banik), dessen Habgier Danni letztlich für ihren eigenen Vorteil zu nutzen weiß. |           |                     |                    |                     |              |
| 6 | 6         | Klotz am Bein       | 17. Mai 2010       | Jorgo Papavassiliou | Marc Terjung |
| Die an Multiple Sklerose leidende Monika Plöger (Ingrit Dohse) möchte verhindern, dass ihr Sohn Sven (Jorres Risse) für ihre Pflege aufkommt und bittet Danni deshalb um Unterstützung. Diese nimmt Kompromiss suchend Kontakt mit Monikas Ex-Mann Dieter (Karl Kranzkowski) auf, doch der vormals erfolgreiche Geschäftsmann steht nach eine Pleite ebenfalls vor dem Existenzminimum. Manni Goldmann (Christian Furrer), alleinerziehender Vater und Wachmann in der Passage, ist unterdessen vergeblich auf der Suche nach einem Kindergartenplatz für seinen Sohn Malte (Leonhard Kreutzmann). Danni kann ihm mit Hilfe einer Lüge einen Platz in einer katholischen Einrichtung in der Passage verhelfen, doch ihre fälschliche Behauptung, dass Malte Jude sei, hat Konsequenzen: Bei Gericht will man ihr die Zulassung als Anwältin entziehen. Geschickt kann sich Danni mit Hilfe einer pikanten Beobachtung auf dem Juristenball aus der Affäre manövrieren. |           |                     |                    |                     |              |
| 7 | 7         | Arm dran            | 31. Mai 2010       | Jorgo Papavassiliou | Marc Terjung |
| Der 40-jährigen alkoholkranken Obdachlosen Meike Schrader (Tilla Kratochwil) wurde nach einem Sturz in einer Notoperation ohne ihr Eingeständnis der Arm amputiert, nachdem während des Eingriffs ein Osteosarkom in der Schulter diagnostiziert worden war. Klinik-Chefarzt Prof. Ralf Andacht (Robert Giggenbach) schaltet nach einem Gespräch mit Danni, die einen Kunstfehler wittert, Oliver Schmidt und Kollegin Nina Breuer (Julia Stinshoff) ein, die mit Meike vergebens nach einer außergerichtlichen Lösung suchen. Mit Hilfe von Nils und dessen Vater Rudolf (Bernt Hahn) kann Danni aufdecken, dass Prof. Andacht zum Zeitpunkt der Operation gar nicht anwesend war und diese von einem Assistenzarzt ohne Aufsicht durchgeführt wurde. In einem weiteren Fall gelingt es Danni, zwischen ihrer Klientin Annemarie Walters (Dana Cebulla) und der ebenfalls in der Passage ansässigen, uneinsichtigen Friseurin Fanny (Josefine Preuß) zu vermitteln, nachdem dieser eine Dauerwelle mehrfach misslungen ist.                                                                                |           |                     |                    |                     |              |
| 8 | 8         | Alles auf Schwarz   | 7. Juni 2010       | Christoph Schnee    | Marc Terjung |
| Uta Schwarz (Barbara Morawiecz) soll ihren Kiosk in Dannis Nachbarschaft schließen, um Platz für den geplanten Neubau einer Supermarktkette zu machen. Als sie die ihr angebotenen 200.000 Euro ausschlägt, will Tochter Linda (Christina Geiße) sie vor Gericht entmündigen zu lassen. Danni kann die Verhandlung zwar zu Utas Gunsten entscheiden, fällt jedoch aus allen Wolken, als sie erfährt, dass Lindas Sohn am Asperger-Syndrom leidet und Uta ihrer Familie damit dringend benötigte Mittel verweigert. Ihr Zerwürfnis mit Danni bringt die Kioskbesitzerin schließlich doch noch zur Besinnung. Als Anwältin von Julia Berg (Hanna Lütje) trifft Danni derweil in einem Scheidungsfall erneut auf Oliver Schmid. Dieser vertritt Julias Ehemann Christian (Volker Büdts), den arroganten Spross einer wohlhabenden Familie, der sich als mittellos ausgibt und seiner Noch-Ehefrau den ihr zustehenden Unterhalt verweigert. Mit Hilfe von Bea kann sie ihn außergerichtlich erfolgreich der Lüge überführen.                                                                                   |           |                     |                    |                     |              |
| 9 | 9         | Selbstbestimmung    | 5. Juli 2010       | Christoph Schnee    | Marc Terjung |
| Danni ist geschockt, als ihr Mann Andi (Christian Kahrmann), von dem sie seit fünf Jahren getrennt lebt, plötzlich wieder auftaucht. Während er ihren Vater Kurt (Axel Siefer) instrumentalisiert, um alte Gefühle aufkeimen zu lassen, realisiert Danni, dass sich Andi, der ihre Karrierepläne als Anwältin immer belächelt hat, noch immer nicht verändert hat. Sie entscheidet sich, endgültig einen Schlussstrich zu ziehen und drängt ihn zur Scheidung. Zeynap Özlan (Nilam Farooq) soll unterdessen von ihren Eltern in die Türkei abgeschoben werden, um dort mit ihrem Cousin Umut verheiratet zu werden. Als sie bei Danni Hilfe sucht, erfährt diese von Zeynaps Eltern (Şiir Eloğlu und Orhan Güner), dass die 16-Jährige auch noch von Umut schwanger ist. Ehe Danni vor Gericht das elterliche Sorgerecht erkämpfen kann, bricht Zeynap jedoch im Saal mit einer Blutung zusammen. Obwohl dem Kind nichts geschehen ist, entscheidet sie sich im Krankenhaus schließlich für eine Abtreibung.                                                                                                |           |                     |                    |                     |              |
| 10 | 10        | Nebenwirkungen      | 12. Juli 2010      | Christoph Schnee    | Marc Terjung |
| Kurt wird nach wiederholtem Schwarzfahren vor Gericht zitiert. Danni kann bei dem selbstverliebten Richter Klaus Rensing (René Hofschneider) zwar die Einstellung des Verfahrens wegen Geringfügigkeit erwirken, ist jedoch vorerst ihre Zulassung los, als dieser unerwartet aufdringlich wird und sie ihn handgreiflich abweist. Notgedrungen bittet sie Oliver, an ihrer Stelle vor Gericht ihren Mandanten Frank Droste (Max Engelke) zu vertreten. Der Maler leidet seit einem Medikamententest unter Netzhautablösung, die bei Nichtbehandlung zur Erblindung führen kann, doch das für die Testreihe zuständige Pharmaunternehmen will für die kostspielige Behandlung nicht aufzukommen. Mit Hilfe des ebenfalls durch die Tests erkrankten Pharmaziestudenten Lars (Matthias Walter) gelingt es Oliver, Versuchsleiter Prof. Willing (Peter Prager) zu überführen und sowohl die Einstellung der Versuchsreihe zu erwirken als auch die Kosten für Franks Behandlung zu erstreiten. |           |                     |                    |                     |              |
| 11 | 11        | Teenagerliebe       | 19. Juli 2010      | Christoph Schnee    | Marc Terjung |
| Auf Beas Drängen hin vermittelt Danni zwischen den Eltern der 15-jährigen Mia (Svea Bein) und ihres 17-jährigen Freund Lukas (Ben Unterkofler), nachdem Mias Mutter Suse (Astrid Kohrs) eröffnet hat, ihre Tochter gegen deren Willen nach Spanien mitnehmen wollen. Während Toilettenfrau Suse gegen eine Heirat der beiden ist, will Lukas’ christlich-konservativer Vater Peter (Nicholas Bodeux) ein Zusammenleben ohne Trauschein nicht dulden. Mühsam gelingt es Danni, einen geeigneten Kompromiss für beide Seiten zu finden. Andi versucht unterdessen, Danni zu provozieren, indem er im Falle der Scheidung eine finanzielle Abfindung von 20.000 Euro von ihr einfordert. Nachdem die Situation vor Gericht zu eskalieren droht, wird sie von Richterin Matthias (Tatjana Clasing) dazu gedrängt, sich einen Anwalt zu nehmen. Als Oliver seine Hilfe anbietet, kommen die beiden sich einmal mehr näher. In seinem Büro verbringen sie schließlich ihre erste gemeinsame Nacht. |           |                     |                    |                     |              |
| 12 | 12        | Hundeleben          | 26. Juli 2010      | Richard Huber       | Marc Terjung |
| Danni erhält Besuch von ihrer ehemaligen Nachbarin Kiki (Rosa Enskat), nachdem deren Pitbull Checker die neuen Nachbarskinder angegriffen haben und nun ins Tierheim abgeschoben werden soll. Während Danni es vorerst nicht gelingt, die Anklage gegen den Hund zu entkräften, gesteht Kikkis Sohn Niko (Karl Alexander Seidel) den Hund mannscharf trainiert und nach einer Provokation auf die Kinder gehetzt zu haben. Kurt, der im Wohnblock aufgrund seiner Gehbehinderung gleichermaßen von drei Jugendlichen provoziert wird, übernimmt schließlich die Fürsorge für den Pitbull. In anderer Angelegenheit vertritt Danni Passagenleiterin Katja Bose (Alexandra von Schwerin), die kurz vor ihrer Hochzeit sitzengelassen wurde und deren Schneider den Umtausch ihren maßgeschneiderten Brautkleides verweigert. Als sie Rasoul, der sich aufgrund unerlaubten Waffenbesitzes vor der Polizei verantworten soll, helfen will, kommt es zwischen den beiden zum Kuss. |           |                     |                    |                     |              |
| 13 | 13        | Vollgas             | 2. Aug. 2010       | Richard Huber       | Marc Terjung |
| Rosas (Dagmar Leesch) Mann Kalle liegt nach einem schweren Motorradunfall im Koma. Ihre Versicherung nimmt die Eheleute für den übernommenen Schaden in Höhe von 12.000 Euro in Regress, weil Kalles Fahrzeug nicht betriebstauglich war. Mit Hilfe eines TÜV-Ingenieurs (Andreas Windhuis) kann Danni aufdecken, dass die fabrikneuen Stoßdämpfer, die er kurz vor dem Unfall eingebaut hatte, defekt waren. Als sie eine millionenschwere Sammelklage mit weiteren Geschädigten initiieren will, zweifeln Rosa und ihr Bruder Micha (Alexander Hörbe) jedoch an ihrer Erfahrung und schalten Oliver und seine Partner ein. Obwohl Oliver ihr seine Liebe gesteht, kommt es zwischen Danni, die sich um ihre erfolgversprechend Mandaten beraubt fühlt, und ihm daraufhin zum Bruch. Nachdem Kurt einen Ordnungsbeamten beleidigt hat, versucht Danni zwischen beiden Parteien zu schlichten, provoziert mit ihrem Verhalten jedoch ebenfalls eine Anzeige. Das Gericht verurteilt ihren Vater und sie daraufhin zu Sozialstunden, in denen Danni in Kurts Beisein Hundekot von der Wiese aufsammeln muss. |           |                     |                    |                     |              |

## Staffel 2
Die Erstausstrahlung der zweiten Staffel war vom 14. März bis zum 20. Juni 2011 auf dem deutschen Sender Sat.1 zu sehen.
| Nr. (ges.) | Nr. (St.) | Originaltitel   | Erstausstrahlung D | Regie         | Drehbuch           |
| --- | --------- | --------------- | ------------------ | ------------- | ------------------ |
| 14 | 1         | Um die Wurst    | 14. März 2011      | Peter Gersina | Benedikt Gollhardt |
| Während Oliver und seine Kollegen mit einem ertragreichen Sieg aus dem Rechtsstreit um den Motorradunfall hervorgegangen sind, sitzt Danni weiterhin an ihrem Klapptisch im Untergeschoss der Neumarkt-Passage. Als sie aus Wut an seinem Auto Rache übt, macht sie Bekanntschaft mit Sven (Sebastian Bezzel), dem neuen Security-Mann des Einkaufszentrums, der ihr vermittelnd aus der Patsche hilft. Ihr neuer Fall führt Danni unterdessen vor das Arbeitsgericht: Koch Heinz Strecker (Michael Brandner) wurde gekündigt, nachdem er angeblich Fleischwaren aus der Betriebskantine entwendet hat. Als sich herausstellt, dass es sich dabei um mehrere hundert Würstchen handelt, die der gutmütige Strecker für die Kindertafel gesammelt hat, gelingt es Danni, anhand der Kameraüberwachungen in der Küche zu beweisen, dass der Diebstahl vom Arbeitgeber seit Monaten geduldet wurde. Unterstützung erhält sie dabei auch von Hannes (Tino Mewes), der nach Rasouls Auswanderung in die Vereinigten Staaten dessen Nachfolge im Schlüsseldienst antritt. |           |                 |                    |               |                    |
| 15 | 2         | Endstation      | 21. März 2011      | Peter Gersina | Benedikt Gollhardt |
| Mit zwei Monaten Verzögerung hat Jochen Happe (Gottfried Vollmer) erfahren, dass seine an Alzheimer erkrankte Mutter Klara im Altersheim verstorben ist und anonym begraben wurde. Da er ihre Umbettung wünscht, schaltet er Danni ein, die mit Hilfe von Klaras Freund Georg (Horst Sachtleben) aufdecken kann, dass die Heimleitung (Julia Blankenburg) ihre Aufsichtspflicht verletzt und die Umstände von Klaras Tod zu verschleiern versucht hat. Frau Wingenfeld (Irene Schwarz), Dannis zweite Mandantin, möchte derweil die Passagen-Friseurin (Petra Nadolny) verklagen, nachdem diese Werbezettel mit dem Foto ihres Hundes in Umlauf gebracht hat. Erst mit einem Trick kann Danni die Friseurin dazu bewegen, die Anzeigen aus dem Verkehr zu ziehen. Kurt freundet sich im Aufzug des Wohnhauses mit einem benachbarten Jugendlichen an, nachdem die beiden nach einer Auseinandersetzung im Kellergeschoss stecken bleiben. |           |                 |                    |               |                    |
| 16 | 3         | Waisenkind      | 28. März 2011      |               |                    |
| 17 | 4         | Träume          | 4. Apr. 2011       |               |                    |
| 18 | 5         | Koma            | 11. Apr. 2011      |               |                    |
| 19 | 6         | Tabu            | 18. Apr. 2011      |               |                    |
| 20 | 7         | Colonia         | 2. Mai 2011        |               |                    |
| 21 | 8         | Alles muss raus | 9. Mai 2011        |               |                    |
| 22 | 9         | Monster         | 16. Mai 2011       |               |                    |
| 23 | 10        | Wintermärchen   | 23. Mai 2011       |               |                    |
| 24 | 11        | Mutterkind      | 30. Mai 2011       |               |                    |
| 25 | 12        | Falsche Wahl    | 6. Juni 2011       |               |                    |
| 26 | 13        | Endspiel        | 20. Juni 2011      |               |                    |

## Staffel 3
Aufgrund des Erfolges der zweiten Staffel wurde im Sommer 2011 eine dritte Staffel gedreht, deren Ausstrahlung vom 6. Februar bis zum 7. Mai 2012 auf Sat.1 zu sehen war.
| Nr. (ges.) | Nr. (St.) | Originaltitel       | Erstausstrahlung D | Regie         | Drehbuch                            | Zuschauer |
| ---------- | --------- | ------------------- | ------------------ | ------------- | ----------------------------------- | --------- |
| 27         | 1         | Zigeunerjunge       | 6. Feb. 2012       | Richard Huber | Marc Terjung                        | 2,73 Mio. |
| 28         | 2         | Optimisten          | 13. Feb. 2012      | Richard Huber | Marc Terjung                        | 2,89 Mio. |
| 29         | 3         | Ungeheuerlich       | 20. Feb. 2012      | Richard Huber | Mandy Cankaya                       | 2,39 Mio. |
| 30         | 4         | Sperrbezirk         | 27. Feb. 2012      | Uwe Janson    | Benedikt Gollhardt                  | 2,36 Mio. |
| 31         | 5         | Auf der Flucht      | 5. März 2012       | Uwe Janson    | Benedikt Gollhardt & Sarah Augstein | 2,36 Mio. |
| 32         | 6         | Karoshi             | 12. März 2012      | Uwe Janson    | Benedikt Gollhardt & Sarah Augstein | 2,87 Mio. |
| 33         | 7         | Knast               | 19. März 2012      | Dagmar Seume  | Benedikt Gollhardt                  | 2,60 Mio. |
| 34         | 8         | Geld her, oder…     | 26. März 2012      | Dagmar Seume  | Marc Terjung                        | 2,78 Mio. |
| 35         | 9         | Lesen und Schreiben | 2. Apr. 2012       | Peter Gersina | David Ungureit                      | 2,73 Mio. |
| 36         | 10        | Nazi                | 16. Apr. 2012      | Peter Gersina | David Ungureit                      | 2,94 Mio. |
| 37         | 11        | Babystorno          | 23. Apr. 2012      | Richard Huber | David Ungureit                      | 3,07 Mio. |
| 38         | 12        | Bittere Pille       | 30. Apr. 2012      | Richard Huber | Benedikt Gollhardt                  | 2,11 Mio. |
| 39         | 13        | Stars der Manege    | 7. Mai 2012        | Richard Huber | Marc Terjung                        | 3,00 Mio. |

## Staffel 4
Am 3. Mai 2012 kündigte Sat.1 die Produktion einer vierten Staffel an, deren Dreharbeiten am 21. August 2012 starteten. Die vierte Staffel war vom 21. Januar 2013 bis zum 22. April 2013 zu sehen.
| Nr. (ges.) | Nr. (St.) | Originaltitel                           | Erstausstrahlung D | Regie          | Drehbuch           |
| --- | --------- | --------------------------------------- | ------------------ | -------------- | ------------------ |
| 40 | 1         | Neue Männer                             | 21. Jan. 2013      | Peter Gersina  | Marc Terjung       |
| Überglücklich bezieht Danni ihr eigenes Anwaltsbüro in der Neumarkt-Galerie. Ihre erste Mandantin in den neuen Räumlichkeiten, die junge Türkin Idel (Özlem Sagdic), sorgt sich um ihren Mann Orkan (Orhan Müstak), dem die Staatsanwaltschaft vorwirft, ein Auto gestohlen zu haben. Danni, die beweisen will, dass es sich hier um eine Fehlanklage handelt, wird bei ihren Recherchen in den Stripclub der Kiezgröße Pit (Dirk Borchardt) geführt, der in den Autodiebstahl involviert scheint. Kurze Zeit später macht sie mit dem neuen Staatsanwalt August von Grün (René Steinke) Bekanntschaft, von dem sie sofort angetan ist. Kurt hat nach einem erneuten Fahrstuhldefekt derweil die Faxen dicke und fordert rückwirkend Mietminderung von der Hausverwaltung. Diese reagiert entgegen zu Dannis Ärger jedoch mit einer fristlosen Kündigung für die gemeinsame Wohnung. |           |                                         |                    |                |                    |
| 41 | 2         | Zu viel Liebe                           | 28. Jan. 2013      | Peter Gersina  | Marc Terjung       |
| Danni wird in ihrer Kanzlei von Lutz Wilke (Roman Knižka) aufgesucht. Der scheinbar perfekte Familienvater muss sich vor Gericht dazu äußern, dass er zeitgleich zwei Frauen – Anja (Winnie Böwe) und Michelle (Jasmin Tabatabai) – geheiratet hat, nachdem diese zur gleichen Zeit von ihm schwanger geworden waren und Wilke sich nicht hatte entscheiden können. Während Dannis neuer Verehrer Pit auf jede ihrer Zurückweisungen mit noch luxuriöseren Geschenken reagiert, wird ihr im Gespräch mit Bea klar, dass sie immer größeren Gefallen an Staatsanwalt August von Grün findet. Orkan, der sich derweil mühsam in seinem neuen Job im Schlüsseldienst zu orientieren versucht, findet in Nils einen Babysitter für seinen Sohn, der in seiner Aufgabe eine neue Berufung für sich entdeckt und seinen Ramschladen gegen eine Kinderbetreuung tauscht. Kurt will mit Dannis Hilfe wiederum öffentlich zum Mietboykott aufrufen. |           |                                         |                    |                |                    |
| 42 | 3         | Gutes tun                               | 4. Feb. 2013       | Peter Gersina  | Marc Terjung       |
| Dannis neuer Mandant Günter Lobinger (Peter Sattmann) ist ein wohlhabender Ex-Unternehmer, der Gefallen daran findet, Geld an Menschen zu verschenken. Lobingers Familie geht deshalb gerichtlich gegen ihn vor. In der Anhörung muss sie jedoch erfahren, dass ein Tumor in Lobingers Kopf zu einer Wesensänderung geführt haben könnte und der Fall doch komplizierter ist, als zunächst gedacht. Pit hofft wiederum, Dannis Zuneigung durch ein Cabrio zu gewinnen, dessen Rückbank Nils nach einer Spritztour jedoch mit einem Schoko-Shake ruiniert. Dieser muss indessen ein prüfungspflichtiges Zertifikat vorlegen um seine Kinderbetreuung eröffnen zu dürfen und sieht sich erneut mit seiner Prüfungsangst konfrontiert. In Dannis Wohnung wurde derweil der Strom abgestellt, nachdem Kurt die Hausverwaltung erneut verstimmt hat. Als eines Tages wieder der Strom fließt, ahnt sie jedoch Böses: Kurt hat gegen ihren Willen gemeinsame Sache mit Pit gemacht, der die Hausverwaltung in Kurts Sinne zunehmend unter Druck setzt. |           |                                         |                    |                |                    |
| 43 | 4         | Haussklavin                             | 11. Feb. 2013      | Joseph Orr     | Marc Terjung       |
| 44 | 5         | Sie ist ein Model und sie sieht gut aus | 18. Feb. 2013      | Joseph Orr     | Marc Terjung       |
| 45 | 6         | Halloween und Halleluja                 | 25. Feb. 2013      | Joseph Orr     | Marc Terjung       |
| 46 | 7         | Alles Plastik                           | 4. März 2013       | Holger Schmidt | Benedikt Gollhardt |
| 47 | 8         | Opfer & Täter                           | 11. März 2013      | Holger Schmidt | Benedikt Gollhardt |
| 48 | 9         | Eine Herzenssache                       | 18. März 2013      | Uwe Janson     | David Ungureit     |
| 49 | 10        | Zu dumm                                 | 25. März 2013      | Uwe Janson     | David Ungureit     |
| 50 | 11        | Der letzte Tanz                         | 8. Apr. 2013       | Richard Huber  | David Ungureit     |
| 51 | 12        | Scheidung auf islamisch                 | 15. Apr. 2013      | Richard Huber  | David Ungureit     |
| 52 | 13        | Mafiabraut                              | 22. Apr. 2013      | Richard Huber  | David Ungureit     |

## Staffel 5
Am 9. April 2013 wurde bekannt gegeben, dass die Serie um eine fünfte Staffel verlängert wird. Die deutschsprachige Erstausstrahlung der ersten sechs Folgen sendete der Pay-TV-Sender Sat.1 emotions vom 17. Juli bis zum 21. August 2014. Die restlichen Episoden wurden ab dem 25. August 2014 in Doppelfolgen auf dem deutschen Free-TV-Sender Sat.1 ausgestrahlt.
| Nr. (ges.) | Nr. (St.) | Originaltitel         | Erstausstrahlung D | Regie         | Drehbuch           |
| ---------- | --------- | --------------------- | ------------------ | ------------- | ------------------ |
| 53         | 1         | Mutterfreuden         | 17. Juli 2014      | Uwe Janson    | Marc Terjung       |
| 54         | 2         | Berührungsängste      | 24. Juli 2014      | Uwe Janson    | Marc Terjung       |
| 55         | 3         | Grün ist die Hoffnung | 31. Juli 2014      | Uwe Janson    | Benedikt Gollhardt |
| 56         | 4         | Dannileaks            | 7. Aug. 2014       | Richard Huber | Gregor Buchmann    |
| 57         | 5         | Im Namen des Herren   | 14. Aug. 2014      | Richard Huber | Marc Terjung       |
| 58         | 6         | Zwangspension         | 21. Aug. 2014      | Richard Huber | David Ungureit     |
| 59         | 7         | Verrat                | 25. Aug. 2014      | Richard Huber | David Ungureit     |
| 60         | 8         | Alles futsch          | 1. Sep. 2014       | Uwe Janson    | David Ungureit     |
| 61         | 9         | Sie ist wieder da     | 1. Sep. 2014       | Uwe Janson    | Benedikt Gollhardt |
| 62         | 10        | Familie Lowinski      | 8. Sep. 2014       | Uwe Janson    | Benedikt Gollhardt |
| 63         | 11        | Solidarität           | 8. Sep. 2014       | Richard Huber | Benedikt Gollhardt |
| 64         | 12        | Am Arsch              | 15. Sep. 2014      | Richard Huber | David Ungureit     |
| 65         | 13        | Wünsche werden wahr   | 15. Sep. 2014      | Richard Huber | Marc Terjung       |